# Pörkölt
A magyarnak tartott ételek zöme lédús és paprikás jellegű. A pörkölt (angolul stew, németül Eintopf, szlovákul maďarský perkelt, románul tocană) ilyen étel. A pörkölt nevét jellegzetes alföldi pásztorételként, parasztételként egykorú szerzők az 1780-as évektől folyamatosan megemlítették és sajátos vonásának tartották, hogy őrölt fűszerpaprikával készítik.

## A pörkölt története
„A magyar bors ugyanis annyira csípős, hogy a szemhez érintve megfoszthat annak világától. Ezért sokan ellene vannak; használata mégis elterjedt sokfelé…”

–  Bél Mátyás: Notitia Hungariae, 1730.

„Eme törökborsot, mit itten paprikának neveznek, legközelebb kóstoltam meg először, éspedig káposzta tölteléke volt vele fűszerezve. Borzasztóan csíp, de nem sokáig, s a gyomrot igen melegíti. Úgy hiszem, hogy az ilynemű csípős holmik az ily rest vidéken igen hasznosak, mert ellenállnak a hideglelésnek. (…) Itt mindig a legkellemesebb volt előttem egy magyar nemzeti étel, hús paprikával, mely igen pompásan ízlett. (…) Ha már megérett, felfűzik és felakasztják, azután a összetörik.”

–  Johann Centurius von Hoffmannsegg német természetbúvár naplójából (1793–94)

„A paprikás ételt javasolják a gyenge gyomrúaknak; a megrekedt náthában és fúladozásban lévőknek. Némely helyeken a paprika teáját házi orvosságnak tartják, minden rázó hideglelések ellen.”

–  Diószegi Sámuel: Orvosi füvészkönyv (1813)

„A spanyol borsot Magyarországon paprikának nevezik és a magyaroknak legkedvesebb fűszerszáma. Hihetetlen, milyen mennyiséget tesznek nemzeti ételeikbe, amilyen a gulyáshús, (apróra vágott marhahús paprikás lével). Az erre nem szokott ínyre az a gulyáshús úgy hat, mint az izzó parázs, vagy még rosszabbul.”

–  August Ellrich: „Die Ungarn wie sie sind” (Berlin, 1831)

A gulyás, mint főzési módszer, már az 1700-as évek végén készen állott. A pörkölt a gulyások ételéből fejlődött magyar nemzeti étellé. Az Alföldön a paprikás hús, azaz pörkölt, akkor szorította ki a kásával készült húsos ételeket, amikor az a lakodalmi ételek rangjára emelkedett az 1830-as évek és az 1900-as évek között. A magyarság egyszerű földművelő népe eltanulva a receptet, a gulyások ételére már a „pörkölt” nevet kezdi használni. A gulyások húsétele és a paraszti pörkölt kezdetben egy és ugyanaz volt, azonban még hiányzott a ma ismert pörkölt ételünk alapvető fűszere, a paprika. Eljött azonban a „történelmi pillanat” és Európába megérkezett a paprika, hogy lassan elkezdődhessen a magyar pörkölt karrierje és kialakulhasson a ma ismert magyar konyha alapja.

„Egy halasi birkásnénak, aki levest soha se, sőt csak leveses ételt is hébe-korba, egy hóldnapba egyszer-kéttszer eszik, terhes korába is szintúgy meg lehet módjával engedni, hogy szalonnát, kenyeret, paprikás pörkölt húst vagy tarhonya kását egyen, és rá pályinkát vagy bort igyon, mellyhez hozzá szokott…”

–  Zsoldos János: Asszony orvos (1802)

A paprikával készült és a magyarországi gasztronómiában tipikusnak tekinthető pörkölt ismertsége és népszerűsége az Alföldön megrekedt és nem terjedt tovább a legközvetlenebb magyar területek kivételével.
Az 1860-as évektől az alföldről szóló leírások a pörkölt étel halmozott alkalmazásáról tudósítanak. A leggyakoribb húsétel, ugyanakkor minden lehetséges ünnepi alkalom legbiztosabb étele. Nem vasárnap, ha nincs pörkölt – mondta a csongrádi szólás. 1875 után nincs nyomtatott alföldi vőfélykönyv pörkölt és paprikás nélkül. Túrkevén, Kisújszállás, Debrecen, Hajdúböszörmény környékén csak 1900 körül jelenik meg. Alighanem azért, mivel a pásztorok étele volt, nem volt elég rangos. Ezt a helyzetet Kecskeméten a főváros közelsége és a pörköltnek az elit kultúrában befutott szerepe törte meg. A pörkölt a lakodalmak rövidülése miatt terjedt lakodalmi szerepben az Alföldön. A rövidülés az étkezések számát is csökkentette. Ebben a helyzetben a pörkölt gyakran régebbi lakodalmi ételek, káposzta vagy húsoskása helyére lépett. Családi körben lábosban, ünnepen nagyobb vendégseregnek a legújabb korig látványosan bográcsban főzték, mint az egykori pásztorok.
A "pörkölés" a magyar konyhatechnika egyik fontos művelete volt, lényege, hogy hagymás zsírban pörkölték a darabolt húst, és addig keverték, míg vizét elvesztve zsírjára pirult. Tűzről levéve paprikázták, és utána kevés vízzel felöntve tovább párolták.
A pörköltkészítőket a „pörkölés” módján kívül talán leginkább a felhasznált hagyma mennyisége osztja meg. Szélsőséges, de gyakori felfogás, hogy a pörkölt szaftját a hagyma adja, ezért akár elképesztő mennyiségek is kerülnek a bográcsba. E nézet eredete a kaszárnyák konyhái körül keresendő. Az ortodox pörköltnek a zsír-hagyma-paprika alapon és a húson kívül más összetevője nincs és a paprika és a só az egyetlen fűszerei.
Erdei Ferenc szerint paprikás ételeinket három csoportba oszthatjuk: paprikás, pörkölt, és ami se nem paprikás, se nem pörkölt, (idetartozik a gulyás).
A régmúltban született „gulyás” elnevezés a „gulyásleves” ételünk nevében élt tovább az 1880-as évektől. A gulyás 1826-ban jelent meg először külföldi szakácskönyvben, s a neve meglepő módon "Wiener oder Golasch-Fleisch" volt, vagyis "Bécsi vagy gulyás-hús". A pörkölt viszont a nagyvilág étlapjain és menükártyáin az eredeti gulyás szóval lett megnevezve (goulash, gulasch.) S méltán vált az egyik legismertebbé a magyar konyha ételei közül.
1958-1959-ben a Statisztikai Hivatal országos reprezentatív adatgyűjtést végzett az étkezési szokásokról és a húsból készített ételek közül a pörkölt volt a leggyakoribb. Fogyasztása a városokban inkább a hétköznapokra, a parasztoknál viszont vasárnapra esett.
Bár a pörkölt bármilyen húsból készíthető, azonban pörköltnek ma már inkább csak a vörös húsokból, leginkább marha, birka, sertés és a vadhúsból (szarvas, őz, vaddisznó, nyúl) készült ételeket tartják.
A magyar konyha három jellegzetes alapanyagból – a jó minőségű sertészsírból, az ízben, zamatban és illóolajban gazdag vöröshagymából, valamint a pirospaprika-őrleményből – olyan ízkompozíciót alkotott, amely a pörkölt jellegű ételeinket semmivel sem összeegyeztethetővé, magas élvezeti értékűvé tette.

## A pörkölt készítése

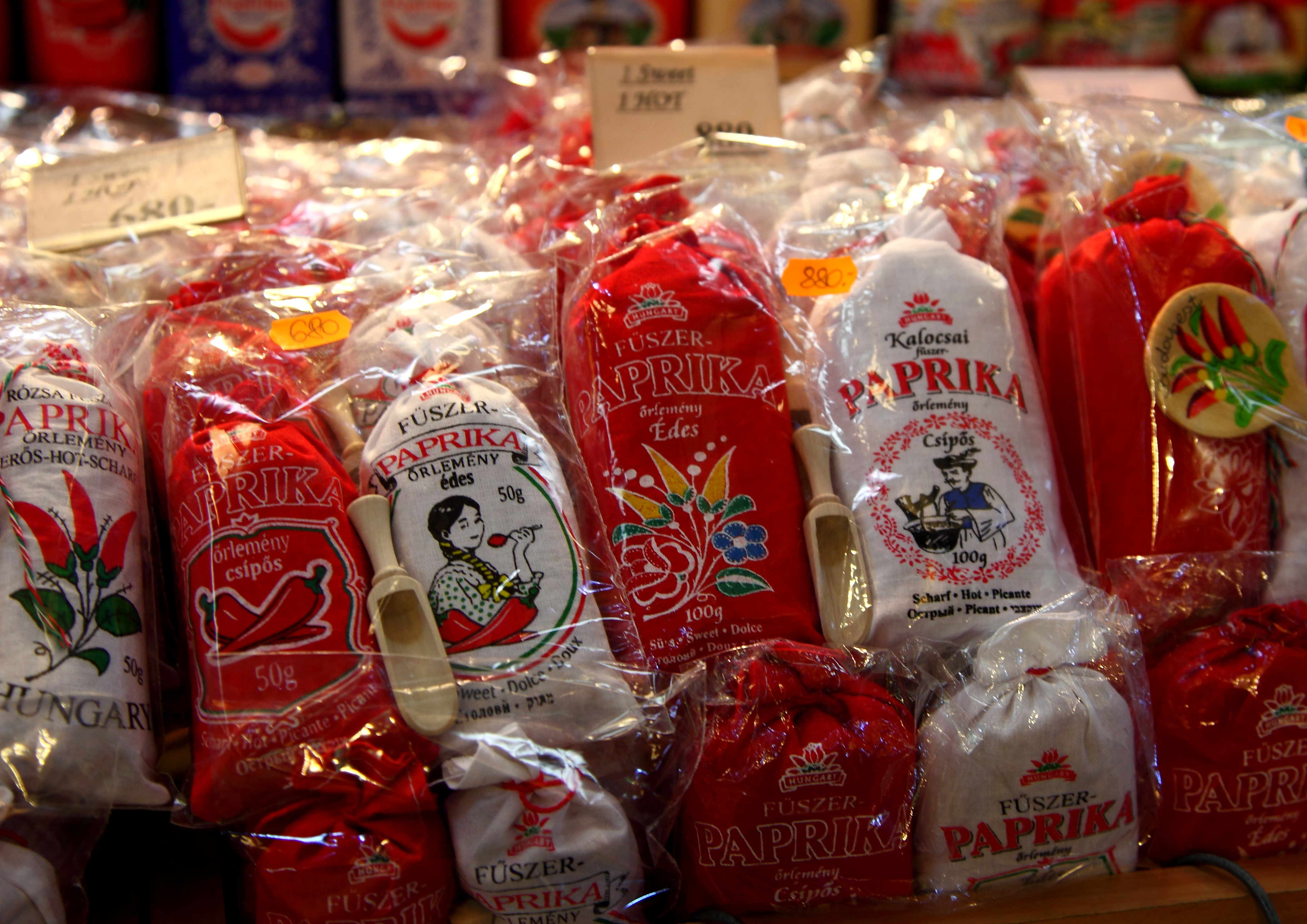
Különféle csípős és édes fűszerpaprika csomagok egy amerikai üzlet pultján

A pörköltfélék apró kockára vágott húsból (marhából, vaddisznóból, disznóból vagy nyúlból, melynek húsát falatokba vágva), vagy csak az állat testrészeire szétválasztott nagyobb darabokból, paprikával fűszerezett és különböző ízesítőkkel rövid lére főzött magyar nemzeti étel. A pörkölt neve a régies pergelt szóból ered, ami annyit tesz: „pirított”. Az alföldi pásztorok hús nélkül készített étele a pergelt leves egyszerűen, gyorsan megfőzhető egytálétel volt. A bográcsban a füstölt szalonna kiolvasztott zsírjában a vöröshagymát megpirították, felengedték vízzel a krumplit és egy kevés száraztésztát tettek bele. Habár pörköltnek nevezzük ezt az általában húsból készült ételféleséget, nem szabad, hogy akár egyetlen darab húsnak akárcsak a széle is odaégjen. A pörköltkészítés technikájának lényege, hogy a kockákra vágott húst zsiradékon le kell pirítani, azaz pörkölni, hogy a hús rostjai lezáródjanak és annak aromája megmaradjon a további főzés közben, az így elvégzett karamellizáló eljárás hatására barnás réteg, pörk alakul ki a húskockákon. A hús pirításához a legcélszerűbb egy mázatlan fémedényt vagy palacsintasütőt használni. A pörk réteg részben odasül az edényre, részben a hús felületén marad. Ha gondosan forgatjuk-kavargatjuk, akkor természetesen nem ég az edény falára. Amikor befejeződik a pirítás, akkor egy kis vizzel fel kell ereszteni. Éppen csak annyival hogy az edényről az odasült-odaragadt pörkanyagokat leoldjuk, amelyet belefőzzük a készülő ételbe. A víz hamar elpárolog, és újra kezdődik a pirítás-pörkölés. Ezt a folyamatot többször megismételve, egy olyan semmi más módon elő nem állítható ízvilág alakul ki ami jellemzi a magyar pörköltet. A mai szakácsképzésben ezt a tokánykészítésnél oktatják, pedig ez az úgynevezett őspörkölt. Amikor még nem volt paprika Európában, akkor is volt már pörkölt a magyar receptúrákban. Ez volt az.

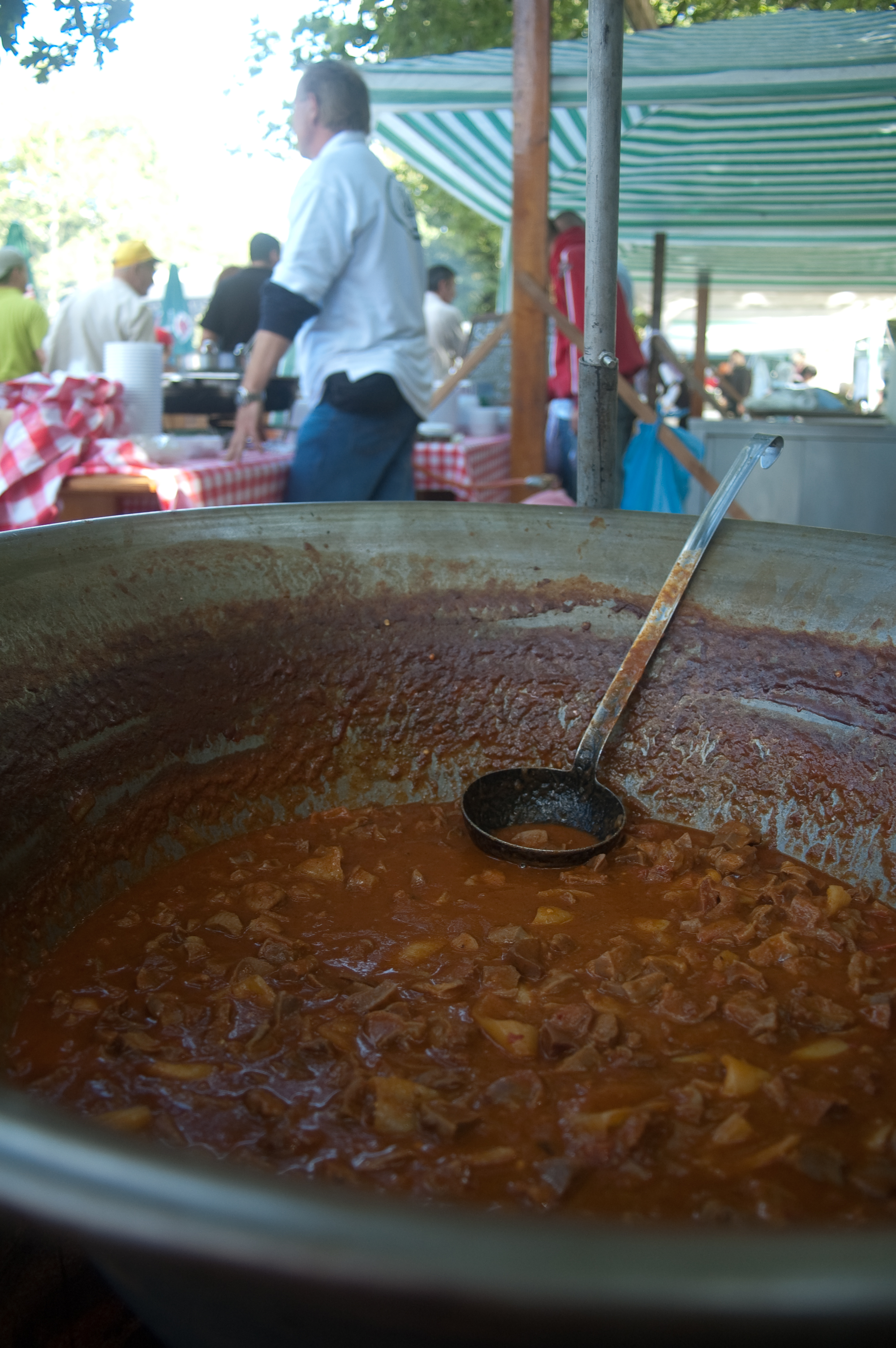
Egy bogrács pörkölt

A pörkölt és a paprikás között az a legnagyobb konyhatechnikai különbség, hogy a pörkölt esetében a húst pirítjuk, rövid lével és tejföl nélkül, a paprikást viszont főzzük, hosszú lével készül, és a végén lisztes-tejfölös habarással besűrítik. A pörköltet és a paprikást húsos tálon adják az asztalra, a gulyást viszont levesestálban, amit kanállal esznek, mint ahogyan a levesféléket szokás.
Ha húsból készül a pörkölt, akkor a húst mindig a rostokra merőlegesen kell szeletelni, mert ellenkező esetben a rostokkal párhuzamosan darabolt hús rágós lesz, mivel szálas marad. Marhahúsból például paprikást többnyire nem szoktak készíteni, inkább csak pörköltet.
A magyar pörkölt lényegét adó fűszerpaprika zamatát, ízét, színét, fűszerező hatását a paprikafajtán kívül a szárítási, őrlési módok is befolyásolják, ezért gasztronómiai felhasználása nagyon változatos. Aromája és színe akkor érvényesül a legjobban, ha forró sertészsírba vagy étkezési olajba kerül, mivel aromaanyagai és színezőanyagai így oldódnak ki a legtökéletesebben. A sertészsírral vagy olajon aranyszínűre piruló vöröshagyma és a fűszerpaprika harmonikus együttese alapozza meg a magyar konyha számos ételének, köztük a pörkölt karakterét és pikáns ízeit. Ez az alapja a különböző húsokból készülő paprikásnak, de így kezdik a gulyáslevest is elkészíteni.

## Pörköltváltozatok

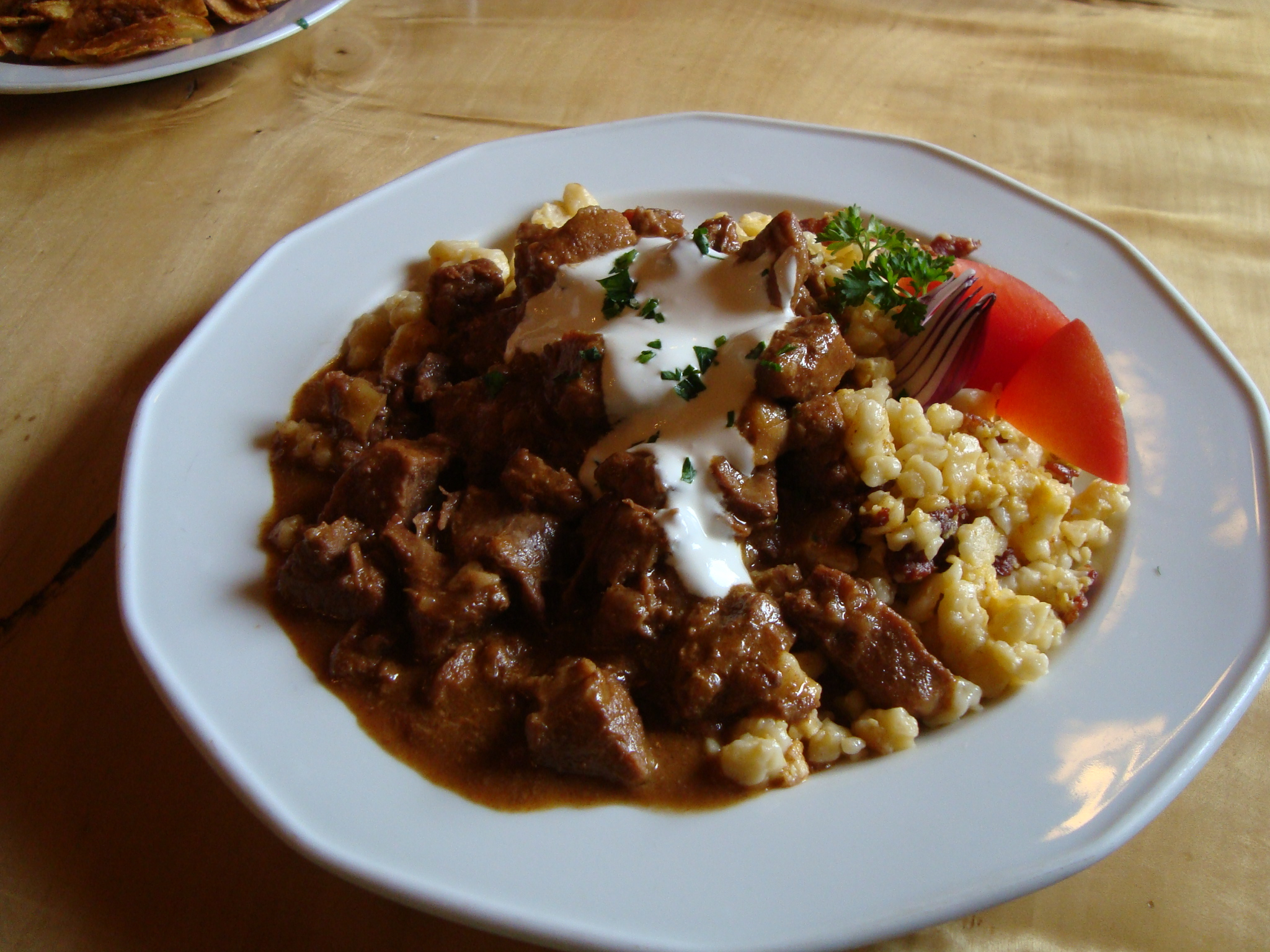
Marhapörkölt nokedlivel

A pörköltnek a gulyáshoz és a paprikáshoz hasonlóan rengeteg változata létezik, hiszen a vöröshagymán és a pirospaprikán kívül a hozzáadható fűszerek variációja rengeteg.
- Marhapörkölt
- Borjúpörkölt
- Birkapörkölt
- Vaddisznópörkölt
- Nyúlpörkölt
- Csirkepörkölt
- Kakaspörkölt
- Pincepörkölt (a paprikás krumpli és a pörkölt egyesítése, általában marha, ritkábban sertés, egyes helyeken vegyes hússal készítik.)

A pörkölt, paprikás, tokány és ragu ételféleségek elnevezései néha egymás szinonimájaként fordulnak elő, s néha az ételt jellemző alapanyag vonzza a nevet és néha a név vonzza az étel alapanyagát és az ízesítését. Erdélyben a pörköltet is tokány néven nevezik, annak ellenére, hogy pörkölt módon készítik és paprikát is használnak.